# رولاندو کارلن
رولاندو کارلن (انگلیسی: Rolando Carlen؛ زادهٔ ۱۱ نوامبر ۱۹۶۶) بازیکن فوتبال اهل آرژانتین است.